# Cerovo (gmina Bijelo Polje)
Cerovo (cyr. Церово) – wieś w Czarnogórze, w gminie Bijelo Polje. W 2011 roku liczyła 177 mieszkańców.